# Forge Football Club
Maillots
Dernière mise à jour : 17 avril 2024.
Forge FC (nom complet : Forge Football Club) est un club canadien de football, aussi appelé soccer au Canada. L'équipe est basée à Hamilton en Ontario. Le club évolue en Première ligue canadienne (PLC) depuis 2019.
Le club est quadruple champion de la PLC, ayant remporté deux titres consécutifs en 2019 et 2020, puis en 2022 et 2023.

## Histoire
La Première ligue canadienne est créée le 6 mai 2017 par l'Association canadienne de soccer, avec une première saison programmée au printemps 2019. L'équipe Forge FC d'Hamilton est présentée au public le 12 juillet 2018, et rejoint les autres clubs fondateurs de la PLC : Cavalry FC (Calgary, Alberta), FC Edmonton (Edmonton, Alberta), HFX Wanderers FC (Halifax, Nouvelle-Écosse), Valour FC (Winnipeg, Manitoba) et York 9 FC, devenu York United FC (région de York, Ontario). Robert « Bob » Young, déjà propriétaire de l'équipe Tiger-Cats de Hamilton, le club de football canadien de la ville, est propriétaire du club de Hamilton jusqu'à la création du Hamilton Sports Group (HSG) en 2022 — structure dont il devient président.
Le 16 juin 2019, le Forge FC se qualifie pour la Ligue de la CONCACAF.

## Emblèmes et couleurs
Le nom « Forge » a été choisi pour rappeler l'importance historique de l'industrie sidérurgique pour Hamilton.
La tige gauche du monogramme "H" s'inspire de la forme d'un F, qui, fusionné avec les 3 étincelles, forme le F de Forge FC. Trois étincelles jaillissent du haut du monogramme, représentent les trois éléments fondateurs du Forge FC : "la ville, la communauté, le club".
Les couleurs officielles du club sont "orange étincelle", symbolisant les étincelles produites par des coups de marteau, "gris acier platine" représentant l'industrie industrielle locale, et "blanc cascade" évoquant les nombreuses cascades présentes dans la région.

### Fournisseurs d'équipements et sponsors de maillots
Depuis la création de l'équipe, les tenues de match sont fournies par l'équipementier sportif Macron. La chaîne de restaurants Tim Hortons sponsorise l'équipe depuis son premier kit en 2019 (sponsor poitrine), et la banque CIBC depuis 2023 (sponsor manche).

## Culture du club
La mascotte du club est prénommée Sparx, un grand dragon orange brandissant un marteau. Il a été dévoilé au public le 18 avril 2019, avant de faire ses débuts lors du match inaugural du Forge FC le 27 avril 2019.
Le Barton Street Battalion est le groupe de supporters reconnu par Forge FC. Pendant les matchs, les supporters sont assis dans la section 112 du Terrain Tim Hortons.

## Palmarès et records

### Palmarès
| Compétitions nationales | Compétitions internationales |
| - Première ligue canadienne - Champion : 2019, 2020, 2022 et 2023. - Finaliste : 2021. - Championnat canadien - Six participations - Finaliste : 2020. | - Coupe des champions de la CONCACAF - Deux participations : 2022 et 2024 - Ligue de la CONCACAF - Trois participations : 2019 à 2021 |

### Bilan par saisons

#### Légende du tableau
| 1er ou V | Première place ou Vainqueurs               |
| 2d ou F  | Seconde place ou finalistes                |
| 3e       | Troisième place                            |
| †        | Meilleur taux de fréquentation de la ligue |
| ♦        | Meilleur buteur du championnat             |

| Saison | Première ligue canadienne | Première ligue canadienne | Première ligue canadienne | Première ligue canadienne | Première ligue canadienne | Première ligue canadienne | Première ligue canadienne | Première ligue canadienne | Première ligue canadienne | Première ligue canadienne | Finale   | CC       | CONCACAF                           | CONCACAF | Fréquentation moyenne | Meilleur(s) buteur(s) | Meilleur(s) buteur(s) |
| Saison | M                         | V                         | N                         | D                         | BP                        | BC                        | DB                        | Pts                       | PPM                       | Class.                    | Finale   | CC       | CONCACAF                           | CONCACAF | Fréquentation moyenne | Nom(s)                | But(s)                |
| ------ | ------------------------- | ------------------------- | ------------------------- | ------------------------- | ------------------------- | ------------------------- | ------------------------- | ------------------------- | ------------------------- | ------------------------- | -------- | -------- | ---------------------------------- | -------- | --------------------- | --------------------- | --------------------- |
| 2019   | 28                        | 17                        | 5                         | 6                         | 45                        | 26                        | +19                       | 56                        | 2.00                      | 2d                        | C        | T2       | Ligue de la CONCACAF               | PE       | 6 872 †               | Tristan Borges        | 13 ♦                  |
| 2020   | 10                        | 5                         | 4                         | 1                         | 17                        | 10                        | +7                        | 19                        | 1.90                      | –                         | C        | F        | Ligue de la CONCACAF               | QF       | N/A                   | Daniel Krutzen        | 4                     |
| 2021   | 28                        | 16                        | 2                         | 10                        | 39                        | 24                        | +15                       | 50                        | 1.79                      | 1er                       | F        | DF       | Ligue de la CONCACAF               | DF       | 4 335                 | Molham Babouli        | 10                    |
| 2022   | 28                        | 14                        | 5                         | 9                         | 47                        | 25                        | +22                       | 47                        | 1.68                      | 2d                        | C        | QF       | Ligue des champions de la CONCACAF | PE       | 3 456                 | Woobens Pacius        | 13                    |
| 2023   | 28                        | 11                        | 9                         | 8                         | 39                        | 32                        | +7                        | 42                        | 1.50                      | 2d                        | C        | DF       | NQ                                 | NQ       | 5 318                 | Woobens Pacius        | 11                    |
| 2024   | en cours                  | en cours                  | en cours                  | en cours                  | en cours                  | en cours                  | en cours                  | en cours                  | en cours                  | en cours                  | en cours | en cours | Coupe des champions de la CONCACAF | T1       | en cours              | en cours              | en cours              |